# ヴァルポリチェッラ
ヴァルポリチェッラ (Valpolicella) は、イタリアのD.O.Cワイン。その名前は作られる地域から来ていて、北イタリアのヴェネト州ヴェローナ近郊で作られるイタリアを代表する赤ワインの一つである。

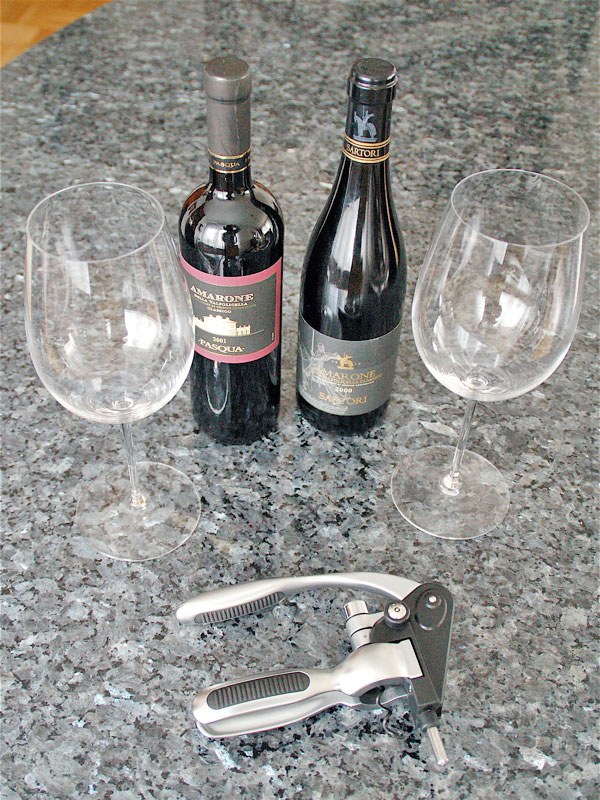
ヴァルポリチェッラのボトル

ブドウ品種はコルヴィーナ、モリナーラ、ロンディネッラ、ロシニョーラ、ネグラーラ・トレンティーナ、バルベーラ、サンジョヴェーゼ等である。
古くからの栽培地域である、サンタンブロージョ・ディ・ヴァルポリチェッラ、サン・ピエトロ・イン・カリアーノ、ネグラール、マラーノ、フマーネで生産されたものはクラッシコ (classico) 、ヴァルパンテーナ (Valpantena) 地区産はヴァルパンテーナを名乗ることが可能。
その他の栽培地域として、イッラージ、ヴェローナ、カッツァーノ・ディ・トラミーニャ、グレッツァーナ、コロニョーラ・アイ・コッリ、サン・マウロ・ディ・サリーネ、サン・マルティーノ・ブオン・アルベルゴ、チェッロ・ヴェロネーゼ、ドルチェー、トレニャーゴ、ペスカンティーナ、メッツァーネ・ディ・ソット、モンテッキーア・ディ・クロザーラ、ラヴァーニョが認定されている。
レチョート (Recioto) は乾燥させたブドウの房レチエ (recie) を使用する甘口ワイン。レチエからは発泡性のスプマンテと、辛口のアマローネ (Amarone) が作られる。アマローネ・デッラ・ヴァルポリチェッラはD.O.C.G（2010年にD.O.Cから昇格）。
アマローネ (Amarone) を醸造した半干しブドウを再利用して香り付けした、リパッソ (Ripasso) と言う手法で醸造されるワインもある。